# 임정섭
임정섭(1976년 2월 9일 ~ )은 대한민국 KBS광주방송총국의 아나운서이다.

## 입사
- 2004년 KBS 30기 공채 아나운서

## 경력
- 2001년 ~ 2002년 PSB 부산방송 아나운서
- 2003년 : JIBS 아나운서
- 2004년 : KBS 30기 공채 아나운서

## 진행

### TV

#### 방송진행
- 행복충전 토요일
- 출발 3도는 지금
- 생생 3도
- KBS 네트워크
- 시사터치 오늘
- KBS 뉴스 9 광주·전남

### 라디오
- 하이 파이브(Hi 5)(제2라디오)
- KBS 제1라디오 5시뉴스

### 과거

#### TV
- KBS 뉴스광장 광주·전남
- KBS 뉴스 7 전남 동부
- KBS 뉴스 9 전남 동부
- 집중인터뷰 이 사람

#### 라디오
- KBS 제2라디오 11시 뉴스 (보도, 월-일,11:00~11:05)
- 프로야구 중계
- 행복충전 라디오세상
- 남도투데이